# Croton siderophyllus
Croton siderophyllus är en törelväxtart som beskrevs av Henri Ernest Baillon. Croton siderophyllus ingår i släktet Croton och familjen törelväxter. Inga underarter finns listade i Catalogue of Life.